# Мелешковце-Павловіцькі
Мелешковце-Павловіцькі (пол. Mieleszkowce Pawłowickie) — село в Польщі, у гміні Кузьниця Сокульського повіту Підляського воєводства.
Населення — 60 осіб (2011).
У 1975-1998 роках село належало до Білостоцького воєводства.

## Демографія
Демографічна структура станом на 31 березня 2011 року:
|          | Загалом | Допрацездатний вік | Працездатний вік | Постпрацездатний вік |
| -------- | ------- | ------------------ | ---------------- | -------------------- |
| Чоловіки | 31      | 4                  | 19               | 8                    |
| Жінки    | 29      | 3                  | 15               | 11                   |
| Разом    | 60      | 7                  | 34               | 19                   |